# Famiglia delle comete halleidi

L'orbita della cometa 1P/Halley.

La famiglia delle comete halleidi (in inglese Halley-Type Comets, HTC) è costituita da comete periodiche con periodo compreso tra 20 e 200 anni, come la cometa da cui la famiglia prende il nome, ossia la 1P/Halley, il cui periodo è di 76,2 anni. 

## Caratteristiche
Originatisi probabilmente nella nube di Oort, la maggior parte dei membri di questa famiglia, di cui i primi furono individuati nel periodo della scoperta della periodicità di parte delle comete, proviene dall'area compresa tra le orbite di Saturno e Nettuno. Nel corso del tempo e del loro moto di rivoluzione, le orbite di questi corpi celesti possono essere perturbate dai giganti gassosi così tanto da far sì che la cometa passi da un'orbita ellittica, non necessariamente posta sul piano dell'eclittica, a un'orbita iperbolica che le consente di liberarsi dall'attrazione gravitazionale del Sole, uscire dal Sistema Solare e fermare la fase di degassamento, o viceversa far sì che la cometa si immetta su un'orbita che possa portare anche a un impatto. 
Secondo alcuni studi, così come esiste la possibilità che i centauri, ossia planetoidi ghiacciati che descrivono un'orbita intorno al Sole compresa fra quelle di Giove e Nettuno senza mai arrivare così vicino alla nostra stella da avviare il degassamento, possano trasformarsi in comete gioviane a causa della modifica della loro orbita dovuta all'interazione gravitazionale con i giganti gassosi, esiste anche la possibilità che essi, sempre per lo stesso motivo, possano trasformarsi in comete halleidi.

## Membri
Secondo alcuni modelli, il numero attuale di comete halleidi aventi diametro maggiore di 2,3 km e una distanza al perielio inferiore a 1,8 au è nell'ordine del centinaio.
Oltre alla già citata Cometa di Halley, che è stata la prima cometa periodica scoperta, tra i più famosi membri della famiglia della comete halleidi figurano: 
- 23P/Brorsen-Metcalf
- 38P/Stephan-Oterma
- 55P/Tempel-Tuttle
- 109P/Swift-Tuttle